# Kuniharu Nakamoto
Kuniharu Nakamoto (中本邦治?, Nakamoto Kuniharu; Hiroshima, 29 ottobre 1959) è un ex calciatore giapponese, di ruolo difensore.

## Carriera

### Club
Formatosi nelle squadre del liceo tecnico di Hiroshima e dell'Università di Chūō, dal 1979 giocò nel Nippon Kokan, con cui disputò 151 incontri in massima serie, fino al ritiro dal calcio giocato avvenuto nel 1991.

### Nazionale
Già convocato per la rappresentativa Under-20 che partecipò al Mondiale di categoria del 1979, nel 1987 disputò cinque incontri con la Nazionale maggiore, valevoli per il girone finale delle qualificazioni alle Olimpiadi di Seul.

## Statistiche

### Cronologia presenze e reti in nazionale
| Cronologia completa delle presenze e delle reti in nazionale ― Giappone | Cronologia completa delle presenze e delle reti in nazionale ― Giappone | Cronologia completa delle presenze e delle reti in nazionale ― Giappone | Cronologia completa delle presenze e delle reti in nazionale ― Giappone | Cronologia completa delle presenze e delle reti in nazionale ― Giappone | Cronologia completa delle presenze e delle reti in nazionale ― Giappone | Cronologia completa delle presenze e delle reti in nazionale ― Giappone | Cronologia completa delle presenze e delle reti in nazionale ― Giappone |
| Data                                                                    | Città                                                                   | In casa                                                                 | Risultato                                                               | Ospiti                                                                  | Competizione                                                            | Reti                                                                    | Note                                                                    |
| ----------------------------------------------------------------------- | ----------------------------------------------------------------------- | ----------------------------------------------------------------------- | ----------------------------------------------------------------------- | ----------------------------------------------------------------------- | ----------------------------------------------------------------------- | ----------------------------------------------------------------------- | ----------------------------------------------------------------------- |
| 02-09-1987                                                              | Bangkok                                                                 | Thailandia                                                              | 0 – 0                                                                   | Giappone                                                                | Qual. Olimpiadi 1988                                                    | 0                                                                       |                                                                         |
| 15-09-1987                                                              | Tokyo                                                                   | Nepal                                                                   | 0 – 5                                                                   | Giappone                                                                | Qual. Olimpiadi 1988                                                    | 0                                                                       |                                                                         |
| 26-09-1987                                                              | Tokyo                                                                   | Giappone                                                                | 1 – 0                                                                   | Thailandia                                                              | Qual. Olimpiadi 1988                                                    | 0                                                                       |                                                                         |
| 04-10-1987                                                              | Canton                                                                  | Cina                                                                    | 0 – 1                                                                   | Giappone                                                                | Qual. Olimpiadi 1988                                                    | 0                                                                       |                                                                         |
| 26-10-1987                                                              | Tokyo                                                                   | Giappone                                                                | 0 – 2                                                                   | Cina                                                                    | Qual. Olimpiadi 1988                                                    | 0                                                                       |                                                                         |
| Totale                                                                  |                                                                         | Presenze                                                                | 5                                                                       |                                                                         | Reti                                                                    | 0                                                                       |                                                                         |

## Palmarès
- Japan Soccer League Cup: 1

1987